# Rhinocricus peninsularis
Rhinocricus peninsularis är en mångfotingart som beskrevs av Carl 1912. Rhinocricus peninsularis ingår i släktet Rhinocricus och familjen Rhinocricidae. Utöver nominatformen finns också underarten R. p. expulsus.